# Яковенко Михайло Олександрович
Михайло Олександрович Яковенко (нар. 5 Січня 1938, с. Зелена Діброва (нині Новомиколаївського району, Запорізької області, Україна) — український і радянський архітектор.

## Життєпис
У 1968 закінчив Київський інженерно-будівельний інститут.
Автор проектів і споруд:
- Суспільно-культурна і житлова забудова с. Волосівці Летичівського району Хмельницької області (1970);
- С. Войниха Лубенського району Полтавської області (1970);
- Будівля народного суду на вул. Фрунзе (Полтава, 1977);
- Автовокзал (Полтава, 1983);
- Інженерно-лабораторний корпус ПФ «Харківдніпроводгосп» на вул. Коцюбинського (Полтава, 1985);
- Забудова вул. Гожулянська (Полтава, 1989);
- Магазин по вул. Б. Хмельницького (1992) у Полтаві.